# Ana de Pombo
Ana Caller de Donosteve, (La Cavada, Cantabria, España, 1895 - Madrid, 1980) llamada Ana de Pombo por su primer marido, fue una famosa diseñadora, escritora, bailarina y empresaria. Secretaria personal de Coco Chanel.

## Biografía
Nació en la finca que la familia tenía en La Cavada (Cantabria). Sus padres Francisco Caller de la Vega (de origen irlandés) y Elvira Donosteve de la Pedraja, pertenecían a la aristocracia y fue de su madre de la que heredó un oído musical. Era la octava de diez hijos: Rosa, Carolina, Elvira... Pasó su adolescencia en Barcelona pero volvió a La Cavada para casarse el 3 de agosto de 1912, muy joven (17 años), con Cayo Pombo Ybarra, veinte años mayor que ella, del que se separaría doce años después habiendo tenido dos hijos con él en su casa de Campogiro (actual finca de La Remonta), en Santander: Cayo (futuro padre del escritor Álvaro Pombo) y Álvaro. Sin haber cumplido los 18 años, se marchó a París, atraída por las ensoñaciones que inspiraba la capital francesa, iniciando una próspera carrera dentro de la alta costura. Con el apoyo de unos amigos puso en 1924 una casa de modas en la parisina Place de la Madeleine llamada " Maison Elviana", por la unión del nombre de su hermana Elva -Elvira- y el suyo, donde atendía a damas de la nobleza como la reina Victoria Eugenia, de quien había sido dama de honor en Santander, y la duquesa de Lécera, entre otras muchas. Posteriormente, vendió dicha casa de modas para ser en 1930 directora de empresa y secretaria personal de Coco Chanel, a la que abandona por discrepancias profesionales en 1936. Después abre un establecimiento propio en el que contrató a las 52 modistas que salieron con ella. Coco la demandó, perdió el juicio y la indemnizó aunque eso no impidió que «sigamos todavía muy buenas amigas; ella viene a verme cada verano que se llega por estas costas malagueñas de Marbella y recordamos los viejos tiempos triunfales como si fuéramos generales en excedencia».

### Innovación, controversia y espíritu emprendedor
Jeanne Paquin la contrató en 1936 para dirigir la casa que abrió en Buenos Aires. Su cometido: atraer a la alta sociedad bonaerense, fiel a Balenciaga, Chanel y otros grandes de la moda. Impregnó de aire español a la afamada casa de modas, llenando las colecciones de volantes, mantillas, boleros y amplias faldas de vuelo. Por entonces ya arrastraba la fama de excéntrica que la acompañará durante toda su vida, y así lo demostró con los diseños de sus escaparates, basados en la iconografía de Velázquez, una tendencia retro muy aplaudida en Europa, «una mezcla de infantas y con un toque casi posmoderno de gitana sui generis», comentó la prensa de aquella época. Incluso inventó un tejido elástico llamado ciamono, precursor de la Lycra, que dotaba a las prendas femeninas de gran flexibilidad de movimientos, ajustándose al cuerpo sin comprimirlo.
En 1942 abre una casa de costuras con su propio nombre «Ana de Pombo» en el 23 de la Rue Quentin Bauchart de París y otra sede en la calle Hermosilla número 12 de Madrid. Sus prendas de punto y sus trajes de chaqueta son a menudo fotografiados para revistas como L'Officiel. Sin embargo en 1944 tiene que cerrar ambas tiendas acusada de impagos y con subasta pública de sus bienes. Ana es acusada de colaboracionista de los nazis: Aline Griffith, condesa de Romanones, la denuncia por utilizar su tienda de Hermosilla para pasar comunicaciones e información a los alemanes.
En sus memorias relata la admiración que sus diseños despertaron en Eva Perón con la que trabajó para su visita oficial a España en 1947.
Su prestigio en la alta costura fue básico para introducirse en el cine, donde diseñó los vestuarios de diversas películas, además de confeccionar vestidos para Dolores del Río, primera estrella del celuloide mexicano, y Lola Membrives, de Argentina. En este país conoce al que se convertiría en su tercer marido (su segundo matrimonio fue civil y efímero con el pintor y diplomático uruguayo Fernando Capurro), Pablo Olivera Ramos-Mejía, un arquitecto veintidós años más joven que ella y homosexual (su relación fue siempre platónica y profesional), quien la incita a regresar a Europa donde proyectaría su carrera con unos fines más ambiciosos de los que tenía en Argentina.
En Madrid abren «Tebas», donde alternaban la moda y la decoración. Ana trató de quedar en un segundo plano y cedió este espacio a su esposo quien pronto se dedicaría en exclusiva al mueble, el arte y las antigüedades. Gracias a sus contactos personales, su clientela la formaba lo más relevante de la sociedad nacional, desde Carmen Polo a destacados intelectuales de la época como Marañón y Manuel Machado. Durante los primeros años, el establecimiento fue un negocio próspero, luego cerró sus puertas por falta de apoyo económico «y exceso de baratura en las ventas».
Pese a su obstinación en confesar su edad, la filóloga montañesa Elena de Riaño afirma que la afición poética despertó en Ana a los 69 años, llegando a publicar varios libros de poemas.[cita requerida] Las razones de este tardío amor hacia la poesía acaso podrían encontrarse en tres acontecimientos trágicos de su vida: la muerte de sus dos hijos y una serie de calumnias levantada sobre ella. Nunca quiso hacer ninguna aclaración al respecto, salvo que la alejó de su familia y, en especial, de su hijo Cayo, quien también dudó de ella. Ésta pudo ser la causante de esa enfermedad 'del alma' que la impulsó a iniciar una nueva vida en la ciudad de Marbella.

### Marbella: refugio, emprendimiento y efervescencia cultural
Llegó a Marbella en la Semana Santa de 1957 para «reemprender, por enésima vez, la vida». Bohemia, la describe Beatriz Serrano. Era, en mujer, una adelantada a su tiempo, escribió Antonio D. Olano. Su vida estaba llena de contradicciones. No sabía coser, pero sus sombreros alcanzaron fama internacional; se confesaba iletrada, pero alternaba en los círculos intelectuales y redactaba reseñas de moda para el 'Sol de España' mientras tomaba el aperitivo en la terraza del Salduba y proseguía con su fuertes convicciones religiosas.[cita requerida]
Pionera igualmente en la defensa del Patrimonio, en su introducción a la Guía histórico-turística de Marbella del doctor Maíz Viñals declara su amor hacia esta ciudad, «un milagro es todo en este rincón de España: Marbella». En ella expresaba su decepción ante las demoliciones de casas antiguas, y recomendaba que «guarden sus muros, sus fuentes, sus puertas, para ejemplo de lo que fue el pasado de Marbella y el pasado de ellos mismos».
De Santa Petronila pasó a una boutique-peluquería en los bajos de la casa de don Adolfo Lima Chacón, «la primera boutique de modas que se abrió en Marbella». Más tarde vino Maroma, salón de té frecuentado por ilustres visitantes como la Duquesa de Kent. Pocos sospechaban en aquellos momentos que Maroma pasaría a la posteridad, más que por el glamour de su clientela, por los paneles inspirados en el flamenco que dibujó Cocteau en 1961.
Trabajó entre 1966 y 1968 en la tienda de la calle Valdés, un local coqueto, decorado con grabados de Goya, hierro y cristal; chimenea y columnas antiguas, probador. Un marco vanguardista en el que atendió a sus clientas y pudo deleitarse viéndola diseñar sus sombreros, «los grandes señores de Marbella». Destaca su ingenio creativo y la facilidad con que materializaba unos diseños que adquirían sus fieles seguidoras -Beatriz de Saboya, las duquesas de Peñaranda y de Duquesa de Alba, entre otras-, pues sus propuestas eran aceptadas por cientos de incondicionales. Según sus memorias, __ aún recuerda el día que traspasó sus puertas Audrey Hepburn, y compró cuatro pamelas__.
En una publicación del Museo del Traje de Madrid, Lola Gavarrón rescata del olvido la profesionalidad de esta mujer: «En accesorios, nadie supera su talento y magia. Instalada en la Plaza de los Naranjos de Marbella, hace sombreros inimitables a una clientela internacional para quien vale el viaje a tanto como las bellezas de la preciosa villa marina recién descubierta».[cita requerida]
Gracias a su marido Pablo contactó con el mundo del arte y se le despertó la curiosidad por las antigüedades, de las que llegó a ser una experta. Fue el creador de «esa casa pintada en negro, por la que suspiraba Balenciaga, en cuyas paredes estaban los paneles de Cocteau junto con un cuadro de Agustín Hernández.

### Una faceta inesperada: la danza y la innovación en las castañuelas
Quizá lo menos conocido sea su faceta de bailarina, en la que destacó notablemente como «Ana de España». En su libro sobre la danza española, Rocío Espada atribuye el nacimiento del concierto de castañuelas hacia 1940 a tres mujeres que comenzaron a improvisar pequeños conciertos acompañadas de un piano: Ana de Pombo, Laura de Santelmo y Manuela del Río.[cita requerida]

### La escritura como testimonio: poesía, memorias y un eco final
En Marbella escribió dos recopilaciones poéticas: 37 poemas y A tu puerta (1960), pero su principal obra fue 'Mi última condena' (1971), prologada por la duquesa de Alba, donde a modo de autobiografía cuenta su historia cosmopolita en cuatro apartados donde se define como Ana de Pombo, Ana de París, Ana de España y Ana del Mundo. En el relato se introducen poemas de sus recopilaciones anteriores y desfilan artículos de prensa laudatorios, adversidades familiares, referencias al fantasma de la guerra y un buen número de personajes muy conocidos del mundo artístico, político, económico, cultural y literario.
Su vida profesional termina en Marbella. De allí, enferma, se va a una residencia de ancianos en Madrid (Santo Duque de Gandía), donde fallece el 14 de diciembre de 1980 y se la entierra junto a su hijo Cayo y a su tercer marido Pablo en el cementerio palentino de Ampudia de Campos. Nadie grabó sobre la tumba una inscripción con su nombre.

Y cuantos la quisieron lamentan la pérdida de su legado, porque esta ciudad [Marbella] dejó escapar la oportunidad de seguir sus pasos y su recuerdo ha quedado limitado a las crónicas sociales. Una mujer poco valorada, porque mucha gente tiene calle sin merecerlo, excepto ella, que tanto dio por este pueblo, piensan quienes la trataron.

## Obras
- 37 poemas, Ana Pombo, (1957)
- A tu puerta, Ana Pombo, (1960)
- Mi última condena, Ana Pombo, (1971)
- La última luz, Ana Pombo, (1978)
- Autobiografía, Ana Pombo, (1971)[10]